# Wladimir Stepanowitsch Gubarew

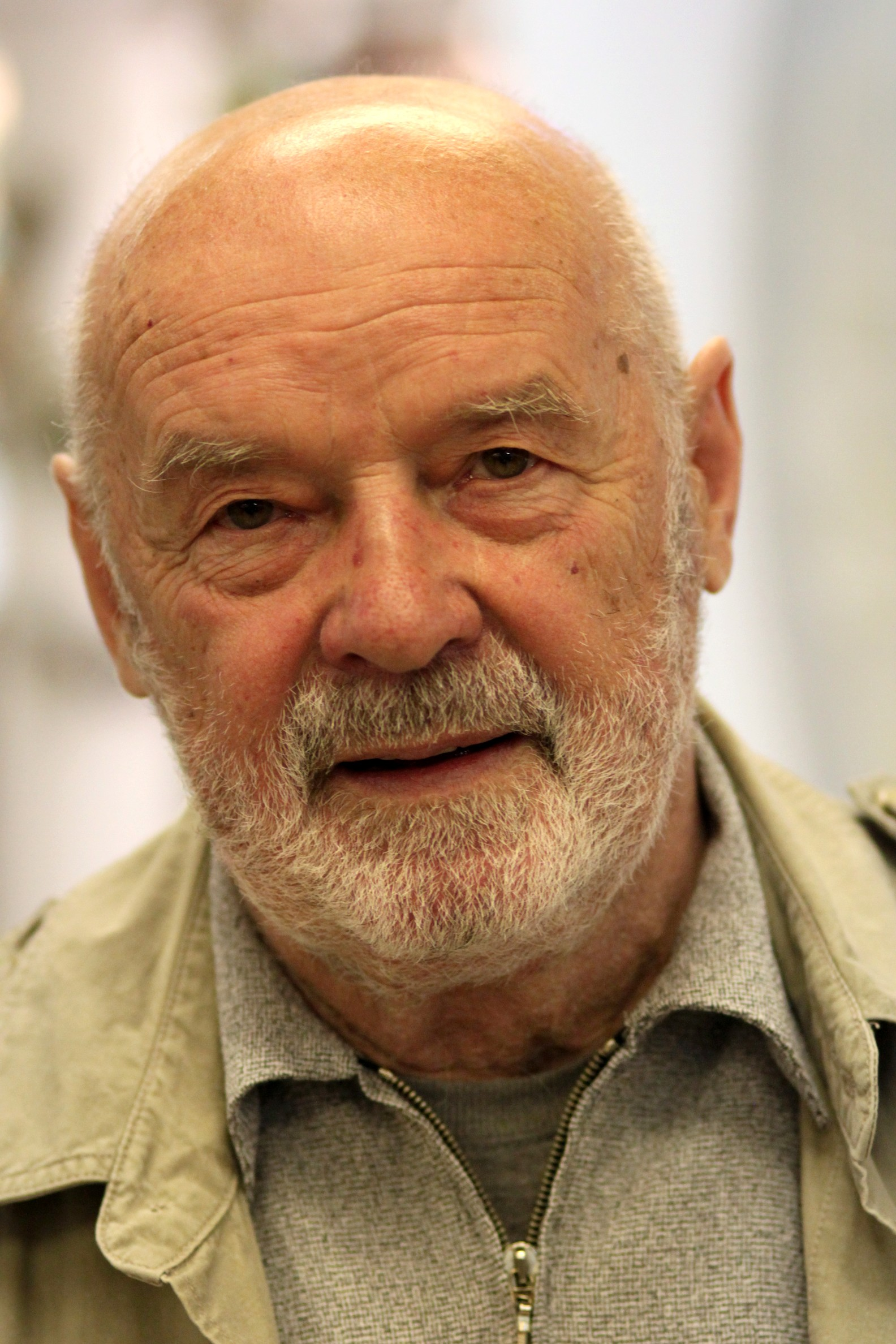
Wladimir Gubarew (2011)

Wladimir Stepanowitsch Gubarew (russisch Владимир Степанович Губарев, wiss. Transliteration Vladimir Stepanovič Gubarev; * 26. August 1938 in Mahiljou, Belarussische SSR; † vor oder am 25. Januar 2022) war ein sowjetischer und russischer Dramatiker, Drehbuchautor und Journalist.

## Leben
Nach einer Ingenieursausbildung an der Moskauer Nationalen Forschungsuniversität für Bauwesen arbeitete er zunächst als Journalist. Ab 1976 leitete er die Wissenschaftsredaktion der Prawda. In dieser Funktion veröffentlichte er zahlreiche wissenschaftliche Artikel über den Weltraum und die Nutzung der Kernenergie.
Er zählte zu den ersten Reportern, die nach der Nuklearkatastrophe von Tschernobyl 1986 vor Ort waren. Für seine Berichte wurde er mit dem Preis des Sowjetischen Journalistenverbands ausgezeichnet. Als Reaktion auf die Katastrophe schrieb er außerdem das Schauspiel Der Sarkophag. Er prangerte darin Opportunismus, Schlamperei und Arbeitsmoral der Verantwortlichen an und erzielte dadurch große internationale Resonanz. 1987 wurde das Werk in Wien, London und Freiburg aufgeführt, nach seiner Uraufführung in Moskau allerdings bald wieder abgesetzt. Die ausländische Presse wertete das Stück als Dokument der neuen Diskussionsoffenheit im Zeichen von Glasnost und Perestroika.
Als weitere Stücke Gubarews erschienen u. a. Die schwarze Kugel, Auf geht’s!, Sonderflug (alle ohne Jahrgang), Stalins Datscha (1988), Billard (1990) und Die Bräute von Tschernobyl (1992).